# 岳崇岱
岳崇岱（1888年—1958年），道号东樵子，俗名岳云发。男，山东寿光人，中华民国及中华人民共和国道教全真派道士，中国道教协会首任会长。

## 生平
清朝光绪十四年（1888年），岳崇岱出生于山东省寿光县城西的大化庄。光绪二十二年（1896年）寿光县遭灾，其全家逃荒抵达今辽宁省建平县公营子务农。1898年至1901年，10岁到19岁期间随祖父读书、种田。24岁前，曾经在建平县小东经生活。1912年，到辽宁省义县医巫闾山圣清宫出家修道。此后曾经参访中国东北各个名山宫观两年多，随后返回医巫闾山圣清宫，率领道众从事农业生产、种植果树。1920年，至沈阳太清宫常住，获推选担任太清宫知客，后来出任监院。岳崇岱曾率领太清宫道众在沈阳城东边的张宫屯地庄子种地14年。1939年，获推选为满洲国道教总会常任理事。1944年，回到医巫闾山圣清宫，清修四年。此后参访北平白云观，后返回沈阳太清宫。
1948年11月，中国人民解放军在辽沈战役中攻占沈阳，此前岳崇岱已回到太清宫。1949年，岳崇岱获道众推选为太清宫方丈，成为道教全真龙门派第26代法嗣。岳崇岱拥护中国共产党和人民政府，主张道教界应当做到修持和劳动生产两不误，应自食其力、开展自养。岳崇岱倡议并领导道众创办了纸匣工厂，组织道众生产。他还常组织道众读报纸了解时事，学习中国共产党和人民政府的方针政策。
1956年夏，鉴于中国基督教、天主教、佛教、伊斯兰教均已成立了全国性宗教团体，只有道教尚未成立，岳崇岱乃联络中国内地各地的道教界人士，倡议成立中国道教协会。1956年11月16日，在北京举行了发起人会议，成立“中国道教协会筹备委员会”，岳崇岱获推选为筹备委员会主任。随后岳崇岱迁居北京白云观，筹建中国道教协会，并募得巨款修缮白云观以备作为中国道教协会会址。1956年7月间，岳崇岱被全国政协吸收为特邀委员。1957年3月9日，国务院总理兼全国政协主席周恩来接见岳崇岱。1957年3月13日，岳崇岱在全国政协二届三次全体会议上作了题为《扭转消极思想，参加社会活动》的发言。
1957年4月中旬，中国道教界第一次代表会议在北京举行，1957年4月12日正式成立中国道教协会，岳崇岱当选为中国道教协会第一届会长。1957年4月15日上午，岳崇岱及中国道教界第一次代表会议全体代表来到中南海，受到中华人民共和国副主席朱德、李济深接见并合影。
1958年春，“反右运动”波及道教界。1958年4月，岳崇岱被打成“右派分子”，1958年5月离开北京返回沈阳太清宫，不久上吊自杀身亡，享年70岁。1978年中共十一届三中全会后，岳崇岱获彻底平反。